# アメリカ合衆国の労働法
アメリカ合衆国の労働法（あめりかがっしゅうこくのろうどうほう、United States labor law）は、さまざまな慣習法に由来しており、多数の州法、連邦法、および地方法で成文化されている。
- 1938年公正労働基準法では、週の労働時間を40時間に規制し、それを超えた稼働に対して割増賃金を払う義務を課している。これは一部のホワイトカラー職は免除される。
- 1935年全国労働関係法では、団結権、および団体交渉の権利を保障する。
- 1967年雇用における年齢差別法では、40歳以上の従業員に関して年齢に基づく雇用差別を禁止する。

連邦雇用差別法に基づき、雇用主は、人種、 性別(性的指向および性自認を含む)、妊娠、宗教 、出身国、障害（身体的または精神的）、年齢（40 歳以上の場合 ）、兵役または軍属、破産または不良債権、遺伝情報、市民権（国民、永住者、一時滞在者、難民、亡命者）に基づいて従業員を差別することはできない。

## 連邦差別法のリスト
- 1963年同一賃金法（英語版） - 男女同一賃金
- 1964年公民権法 - 人種差別
- 大統領令11264号（英語版） - 連邦政府の調達において、人種、肌の色、宗教、性別、出身国に基づく雇用差別
- 1967年雇用における年齢差別法（英語版） - 40歳以上の従業員に関して年齢に基づく雇用差別
- 1972年教育改正（英語版） - 連邦政府より助成される政府機関における、男女差別
- 1973年リハビリテーション法 - 障碍者
- ベトナム帰還軍人適応支援法（英語版） - 退役軍人であること
- 障害を持つアメリカ人法 - 障碍者
- 2008年遺伝情報差別禁止法（英語版）
- 1978年妊娠差別法（英語版）
- 1974年従業員退職所得保障法（The Employee Retirement Income Security Act of 1974）